# Martin u oblacima (1961.)
Martin u oblacima, hrvatski dugometražni film Branka Bauera iz 1961. godine.
Film Martin u oblacima premijerno je prikazan u petak 7. travnja 1961. godine isprva je naišao na relativno nepovoljne reakcije kritike (Negativne kritike objavljene su u, između ostaloga, u Vjesniku (Mira Boglić), Filmskoj kulturi (Hrvoje Lisinski), Slobodnoj Dalmaciji (Duško Kečkemet) i Studentskom listu (Petar Krelja)) no publika je film zavoljela (imao je samo u Zagrebu više od 100 tisuća gledatelja), a s vremenom se recepcija filma potpuno promijenila i danas slovi za jednu od najboljih hrvatskih komedija svih vremena. U anketi filmskog časopisa Hollywood provedenoj među kritičarima 1999. godine Martin u oblacima bio je na 15. mjestu najboljih domaćih filmova svih vremena.

## Sadržaj
U središtu filmske priče je student prava Martin Barić (Boris Dvornik) koji živi kao podstanar u prostranom stanu bračnog para Solar na Marulićevu trgu u Zagrebu. Kad se Solarovi upute na četiri mjeseca na more gdje će se gospodin Solar baviti arheološkim istraživanjima, dok će se gospođa Solar (Lila Andres) kupati, Martin ostaje sam u stanu s obavezom da čuva njihova psa Cezara. Martin i njegova djevojka Zorica (Ljubica Jović), također studentica romanistike koja živi preko puta dvorišta u iznajmljenoj sobi, priželjkuju kupnju zajedničkog stana. Saznavši za njihovu želju da dođu do vlastite nekretnine Martinov naivni, brbljavi i smušeni stric Vjenceslav Barić (Joža Šeb), izumitelj,  dođe na ideju da se prazni stan Solarovih iznajmi talijanskim poslovnim čovjekom Carmineu (Antun Nalis) koji u Zagreb dolazi sa svojom kćerkom Marcellom (Ljerka Prekratić), a da tako zarađeni novac postane polog za stan. Usput bi stric pokušao Talijanu prodati neki od svojih izuma. Stric pronađe i preprodavača stana Richarda Eugena Mrazeka (Braco Reiss) pa Martina, koji se nećka, nagovori da se na brzinu odluči na kupnju nakon što pogledaju stan u jednoj novogradnji. No, nakon što primi novce, Mrazek nikako da dostavi dokumente za stan, a ubrzo ga postaje nemoguće pronaći. Čitav plan Zorici se nikako ne sviđa, a simpatična i mlada Talijanka Marcella kod nje izaziva još i ljubomoru. Sve se dodatno zakomplicira kad Solarovi najave svoj rani povratak zbog lošeg vremena u Dalmaciji, a Martin otkrije da ih je Mrazek prevario, kao i mnoge druge, prodavši im stan na sedmom katu zgrade koja ima samo šest katova....

## Analiza
Riječ je o ležernoj komediji ispripovijedanoj klasičnim fabularnim stilom i slovi za posljednji film tzv. zlatnog razdoblja u Bauerovom opusu. Razigravajući sukob junakovih snova i žudnji s realnošću, Bauer je režirao jednu od najuspjelijih hrvatskih komedija uopće, ostavljajući većinu mračnijih i ciničnijih socijalnih i psiholoških značenja u suptilnim konotacijama. Martin u oblacima osobito karakterizira tematiziranje potrošačkog društva u nastajanju. Osim u filmu općeprisutne teme stana, potrošačka kultura obuhvaćena je nizom motiva poput Zagrebačkog velesajma, diskretnog ali uočljivog Zoričinog interesa za modu, te samim likovima Talijana, oca i kćeri, Carminea i Marcelle kao utjelovljenja zapadnjačkih manira i životnog stila. Prodor popularne kulture označava angažman Ive Robića, velike zvijezde onoga vremena, koji je otpjevao naslovnu pjesmu, Baladu o Martinu. Smatra se da je Bauera, između ostaloga, na snimanje filma s temom stambenog pitanja ponukao uspjeh komedije Zajednički stan Marijana Vajde, snimljen godinu dana prije, 1960. u beogradskom Avala filmu, a koji je slovio za jedan od "domaćih blockbustera". Najpoznatija je analiza Martina u oblacima kao metafore neostvarenog seksualnog odnosa. "U Martinu u oblacima težnja za nepostojećom garsonijerom nije ništa drugo nego težnja za neostvarenim seksualnim odnosom". Martin u oblacima nadahnut je holivudskim komedijama jer je Bauer "u Vidasovoj priči vidio mogućnost strukturiranja slojevite komike, vidio je prostor koji je moguće organizirati metodom srodnom klasičnoj holivudskoj dramaturgiji".

## Vanjske poveznice
- Baza HR kinematografije - Martin u oblacima
- IMDB - Martin u oblacima